# Fièvre hémorragique bolivienne
 Mise en garde médicale
La fièvre hémorragique bolivienne (en anglais : Bolivian Hemorrhagic Fever), également connu sous le nom de typhus noir, fièvre de Ordog ou infection par le virus du Machupo, est une fièvre hémorragique et une maladie infectieuse zoonotique de Bolivie.
Identifiée pour la première fois en 1959, elle est causée par infection du virus de Machupo, un virus à ARN négatif de la famille Arenaviridae. Hors traitement, le taux de mortalité est estimé à 15 ou 20 %,. À cause de son pouvoir pathogène, le virus du Machupo demande le plus haut niveau de biosécurité : le niveau 4.

## Description du virus
Virus du genre Mammarenavirus du Nouveau Monde de la famille des Arenaviridae, isolé par le Dr Karl M.Johnson (alias “Papa Machupo”) en 1964, son nom provient du Río Machupo, un affluent de l'Amazone. Son  virion est de forme sphérique et pléomorphique, d'un diamètre de 50  à   300 nm (120 nm en moyenne) et un ARN monocaténaire composé de deux segments. Les ribosomes situés à l'intérieur du virus lui confèrent une apparence sablonneuse lors de l'examen au microscope électronique, et le virion possède une enveloppe lipidique dense, dotée de projections de 8  à   10 nm en forme de massue,.

## Histoire de sa découverte
À la suite de cette découverte, après une importante épidémie de fièvre hémorragique à San Joaquín, dans la province du Beni, au nord de la Bolivie, le Dr Johnson, envoyé sur place, se contamina accidentellement et présenta une forme aigüe de l'infection.
L'émergence du virus du Machupo est étroitement liée aux activités agricoles. Le Dr Johnson rapporte en ces termes l'origine de l'épidémie[réf. souhaitée] : « Dans cette région où la famille Casa Suarez, d'origine brésilienne, possédait tout, la principale activité était l'élevage, particulièrement des bovins qui étaient exportés de cette région par le fleuve Amazone jusqu'en Europe et aux États-Unis. En échange, les fruits, les haricots, le maïs, le riz et les autres denrées de première nécessité étaient importés pour ravitailler des cow-boys autochtones. Pendant la révolution agraire de 1952, cette société familiale disparut avec toutes ses activités économiques. La population locale dut se reconvertir dans l’agriculture pour subvenir à ses besoins. Ce développement agricole anarchique se traduisit par le défrichement de la forêt amazonienne, habitat d'un petit rongeur, Calomys callosus qui pour des raisons mal connues, s'adapta rapidement à l'homme et à la nourriture qu'il produisait. Sorti de la forêt avec le virus Machupo, qu'il excrétait en grande quantité, le rongeur fut le vecteur à l'origine d'une épidémie très grave d'une maladie inédite dans cette région. »
Malgré la lutte acharnée contre ce rongeur, le virus exterminé réapparut trois décennies plus tard, au même endroit.